# Gouveia Art Rock
Gouveia Art Rock é um festival anual de música progressiva que se realiza em Gouveia, Portugal, desde 2003.
É uma organização da Câmara Municipal de Gouveia e transformou-se nos últimos anos num evento de referência no género, à escala mundial. É o único festival português dedicado exclusivamente às várias linguagens do chamado rock progressivo.
Pelo palco do Teatro-Cine de Gouveia já passaram nomes incontornáveis da cena musical internacional de vanguarda das últimas quatro décadas como Peter Hammill, Robert Fripp, Magma, Amon Düül II, Richard Sinclair, Isildurs Bane, Pat Mastelotto & Markus Reuter (Tuner), Univers Zero, Arena, Present, Lars Hollmer ou Miriodor.

## História
A primeira edição do festival aconteceu a 6 de Julho de 2003.[carece de fontes?]
Poucos meses antes, em finais de Janeiro desse ano, um grupo de entusiastas portugueses de música progressiva havia formado a Portugal Progressivo - Associação Cultural. Foi através desta associação que a proposta foi feita junto da Câmara Municipal de Gouveia.[carece de fontes?]
Na altura, tratou-se de uma ideia totalmente pioneira em Portugal, de cuja cena cultural não fazia parte qualquer evento dedicado ao rock progressivo ou géneros eruditos aparentados.[carece de fontes?]
Para a primeira edição do Gouveia Art Rock foram convidados três projectos musicais totalmente distintos: o duo português psicadélico Saturnia (do qual fazem parte Luís Simões dos Blasted Mechanism e Francisco Rebelo dos Cool Hipnoise), o quinteto francês Nil, praticante de uma sonoridade sinfónica contemporânea, e os italianos La Maschera di Cera, banda cujas composições remetem para o rock sinfónico clássico.[carece de fontes?]